# IC 3462
IC 3462 је елиптична галаксија у сазвјежђу Береникина коса која се налази на листи објеката дубоког неба у Индекс каталогу.
Деклинација објекта је + 15° 18' 4" а ректасцензија 12h 32m 9,6s. Привидна величина (магнитуда) објекта IC 3462 износи 15,1 а фотографска магнитуда 16,1. IC 3462 је још познат и под ознакама VCC 1417, PGC 41544.